# Robert Lansing (politikus)
Robert Lansing (Watertown, 1864. október 17. – New York, 1928. október 30.) amerikai politikus, külügyminiszter.

## Élete

### Ifjúkora
Lansing 1864-ben született New York államban, Watertown városában. 
Szülővárosában végezte mind az általános, mind a középiskolát. S itt kezdte meg jogi tanulmányait (később nemzetközi jogásznak diplomázott) s végezte joggyakorlatát. Lansing már ekkor is rámenősnek bizonyult, s nem minden döntésben alázkodott meg felettesei előtt. Későbbi életében ezen tulajdonságának köszönhetően lesz kénytelen lemondani hivataláról.

### Politikai pályafutása
1892-től nemzetközi jogászként tevékenykedett és rendszeresen szerepelt mint az USA törvényszékének és kormányának tanácsadója. Ezen titulusai révén nagy ismertségre tett szert, s a későbbiekben kapcsolatba került Woodroow Wilsonnal, a majdani amerikai elnökkel. 
1915-ben, a demokrata párt tagjaként figyelemmel követte az európai eseményeket, s miután William Jennings Bryan lemondott. Lansing került a helyére, így ő lett Wilson elnök első kormányának második külügyminisztere Bryan után. Többek között nevéhez fűződik az az egyezmény amelyben az Egyesült Államok elismerte a Japán Császárság különleges jogait Kínában. Azonban mint korábban is, egyes kérdésekben nem volt hajlandó engedni a felettesinek, így több nézeteltérése adódott Wilson elnökkel. Lansing ellenezte az amerikai elnök részvételét a békekonferencián, illetve el akarta halasztani a Népszövetség felállítását. S bár Lansing érvelései bebizonyosodtak (ugyanis az elnök hamarabb hazautazott a békekonferenciákról), azonban nem tudta megmenteni hivatalát, így 1920. február 13-án lemondani kényszerült a külügyminiszteri címéről. 
Később mint jogász tevékenykedett.

### További élete
A nemzetközi jog elismert szakértőjeként számos könyvet írt, köztük a versailles-i békeszerződésről és annak következményeiről. 1928. október 30-án hunyt el (64 éves korában), New Yorkban. 

## Lásd még
- Első világháború
- Amerikai Egyesült Államok